# روحية شاملة

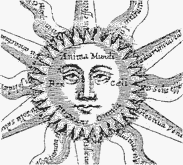

في الفلسفة الروحية الشاملة (Panpsychism) مذهب فلسفي يقول أن الوعي أو العقل أو الروح هي خاصية أساسية عامة في كل الأشياء، وأنها كانت الخاصية الأولية الابتدائية والتي منها اشتقت باقي الخصائص.
تعد مدرسة الروحية الشاملة واحدة من أقدم النظريات الفلسفية، والتي نسبت إلى عدة فلاسفة قدماء من أمثال طاليس وأفلاطون، بالإضافة إلى سبينوزا ولايبنتس. كما عرفت في الفلسفات الشرقية الهندية على شكل فيدانتا وماهايانا.
كانت الروحية الشاملة أساس المحاججة في فلسفة العقل أثناء القرن التاسع عشر، ولكنها تراجعت خلال العقود الوسطى من القرن العشرين مع صعود الوضعية المنطقية.

## اقرأ أيضاً
- وضعية